# Ultrasoft
Ultrasoft spol. s r. o. byla slovenská společnost zaměřená na vývoj a distribuci programů pro počítače Sinclair ZX Spectrum a kompatibilní (např. Didaktik). Za dobu své činnosti vydala přes 40 programů, většinou her. Kromě toho také byla vydavatelem časopisu Bit, jehož šéfeditorem byl Ľudovít Wittek. Také vydala knihu Počítačové hry - Historie a současnost, jejímž autorem je František Fuka.
Společnost byla 26. 04. 2008 vymazána z obchodního rejstříku.